# ادما و دفنه
ادما و دفنه (به عربی: أدما) یک منطقهٔ مسکونی در لبنان است که در شهرستان کسروان واقع شده‌است. ادما و دفنه ۲٫۷۳۳ کیلومتر مربع مساحت و ۲٬۴۹۷ نفر جمعیت دارد و ۲۱۵ متر بالاتر از سطح دریا واقع شده‌است.